# Gerstaeckerus perspicillaris
Gerstaeckerus perspicillaris es una especie de coleóptero de la familia Endomychidae.

## Distribución geográfica
Habita en Java (Indonesia).